# Kévin Van Melsen
Kévin Van Melsen (Verviers, 1º aprile 1987) è un ex ciclista su strada belga, è stato professionista dal 2009 al 2022.

## Palmarès
- 2005 (Juniores, una vittoria)

Campionati belgi, prova in linea

### Altri successi
- 2014 (Wanty)

Classifica scalatori Tour de Wallonie
Classifica scalatori Tour du Poitou-Charentes

## Piazzamenti

### Grandi Giri
- Tour de France

2019: 138º
- Vuelta a España

2021: 126º

### Classiche monumento
- Giro delle Fiandre

2012: ritirato
2016: ritirato
- Parigi-Roubaix

2015: 107º
2021: ritirato
2022: 56º
- Liegi-Bastogne-Liegi

2011: ritirato
2012: ritirato
2020: ritirato
2021: ritirato

### Competizioni mondiali
- Campionati del mondo

Ponferrada 2014 - Cronosquadre: 21º